# Pilotrichella subpachygastrella
Pilotrichella subpachygastrella är en bladmossart som beskrevs av Brotherus 1895. Pilotrichella subpachygastrella ingår i släktet Pilotrichella och familjen Meteoriaceae. Inga underarter finns listade i Catalogue of Life.